# Sørup (Fredensborg Kommune)
 For alternative betydninger, se Sørup. (Se også artikler, som begynder med Sørup)
Sørup er en lille by i Nordsjælland med 555 indbyggere  (2024). Sørup er beliggende ved bredden af Esrum Sø to kilometer vest for Fredensborg og 39 kilometer nord for Københavns centrum. Byen ligger i Region Hovedstaden og tilhører Fredensborg Kommune.
Sørup er beliggende i Grønholt Sogn.

## Egnens vaskerier
Rige borgere i København og Helsingør begyndte omkring 1750 at sende snavsetøjet til vask i Sørup, hvor hovedparten af de kvindelige beboere beskæftigede sig med vaskeri og blegeri. Pga sæbeluden måtte der anvendes ferskvand, og vandet i Esrom sø var meget renere end vandet i søerne omkring byerne. Flade områder ved søens bredder blev udlagt som blegdamme for det vaskede linned og lærreder fra vævere og væverier. Som motiv var egnen populær hos malere som Jens Juel, Hans Ole Brasen, Edvard Petersen, Peder Mønsted og Adolf Heinrich Hansen. Et par gange om måneden tog mændene fra Sørup, kaldet "blegemændene", til byen, hvor de afleverede det rene tøj og modtog snavsetøj i sække. Tøjet blev registreret, mærket og lagt i blød i koldt vand. I små bøgehytter var der en gruekedel, hvor bøgeaske og vand blev kogt til lud, anvendt som vaskemiddel før soda og sæbe kom i brug. Tøjet lå i et trækar, hvor luden blev øst over det i flere omgange. Så lå tøjet i det varme vand natten over, og blev dagen efter kørt på trillebøre ned til vaskepladserne ved søen, hvor det blev lagt i et kar med varmt vand tilsat lud. Hvert stykke blev skrubbet for hånd og derefter skyllet i søen, så luden blev skyllet ud. Om vinteren var det frygteligt koldt for vaskekonerne.
Sående på en planke ud i søen havde pigerne det nogenlunde tørt. Her stod en bankestol (vaskebænk), hvor de bankede luden ud af tøjet med en banketærskel. Det var den samme virkelighed, der mødte H.C. Andersens mor ved Odense Å. Bagved vaskebænken stod ofte en læskærm af lægter og tagrør eller langhalm. Tøjet lå resten af dagen i søen, indtil det om aftenen blev kørt med trillebør op til tøjstuerne, der hver blev opvarmet af en bilæggerovn. Her lå det natten over. De næste dage blev det tørret i friluft på blegdammene, enten på græs eller ophængt på snore. Efter 2-3 uger blev det vaskede og blegede (men ustrøgne) tøj lagt i de sække, det var modtaget i (og som også var blevet vasket), og afleveret mod betaling. De fleste af vaskekonerne kom fra husmandsfamilier. Imens tog mændene tog sig af kunderne som "blegemænd", og af dyreholdet og jorden. Derfor giftede kvinderne sig ofte med mænd udefra, så virksomheden i Sørup kunne videreføres som en nødvendig ekstraindtægt. Kort efter 1900 blev der færre vaskerier og blegerier i Sørup; måske fordi tøjet ikke længere var af hør, men oftere af fx bomuld, samtidig som der kom nye vaskemidler og vaskemaskiner på markedet. Det sidste vaskeri i Sørup var moderniseret med moderne maskiner, men blev nedlagt i 1966.